# Square Saint-Lambert
Le square Saint-Lambert est un square du 15e arrondissement de Paris, dans le quartier Saint-Lambert. 

## Situation et accès
Le square occupe tout le quadrilatère situé entre la rue Jean-Formigé, la rue Théophraste-Renaudot, la rue du Docteur-Jacquemaire-Clemenceau et la rue Léon-Lhermitte (face au lycée Camille-Sée).
Il est accessible par le 2, rue Jean-Formigé.
Il est desservi par la ligne 8 à la station Commerce.

## Origine du nom
Il tire son nom de l’église Saint-Lambert de Vaugirard, nommée en l'honneur de l'évêque Lambert de Maastricht (636-705).

## Historique
À cet emplacement s'élevaient autrefois sur six hectares l'ancienne usine à gaz de Vaugirard, siège de l'évasion de Gaston Tissandier, le 30 septembre 1870, avec le ballon Céleste. Les usines, créées en 1835 et désaffectées en 1927, ont cédé la place à ce vaste jardin planifié par l'architecte Georges Sébille en 1933, à l’instar des nombreux immeubles d'un style typique des années 1930 autour du jardin (Art déco tardif, plutôt bon marché). Dans la même décennie, influencée par les idées hygiénistes, la municipalité parisienne entreprend, ici comme dans d'autres quartiers, la reconversion de zones industrielles désaffectées en espaces aérés
C'est durant l'été 1959 que l'appellation « blousons noirs » apparaît pour la première fois dans la presse, avec un article de France-Soir du 27 juillet 1959 relatant un affrontement entre bandes d'adolescents survenu au square Saint-Lambert,.
Il a été inscrit aux monuments historiques par un arrêté du 10 avril 1997 ; il est également doté du label Patrimoine du XXe siècle.

## Aménagements et équipements
- Aires de jeu pour les enfants[1], dont une couverte
- Tables de ping-pong[3],[1]
- Manège[3],[1]
- Grand bassin[3]
- Théâtre de plein air avec des spectacles de marionnettes de Guignol[1].
- Wi-Fi[1]
- Terrasses et belvédères équipés de nombreux bancs[1]
- Toilettes publiques[1]
- Points d'eau potable[1]

Le square est planté de nombreuses essences : peupliers, acacias, ptérocaryas, cédrelas, cerisiers à grappes, frênes à fleurs, un pin Griffith, un micocoulier de Provence, et un aulne à feuilles en cœur.
L'accessibilité pour les personnes à mobilité réduite est limitée à certaines zones du square.
Les chiens y sont interdits.

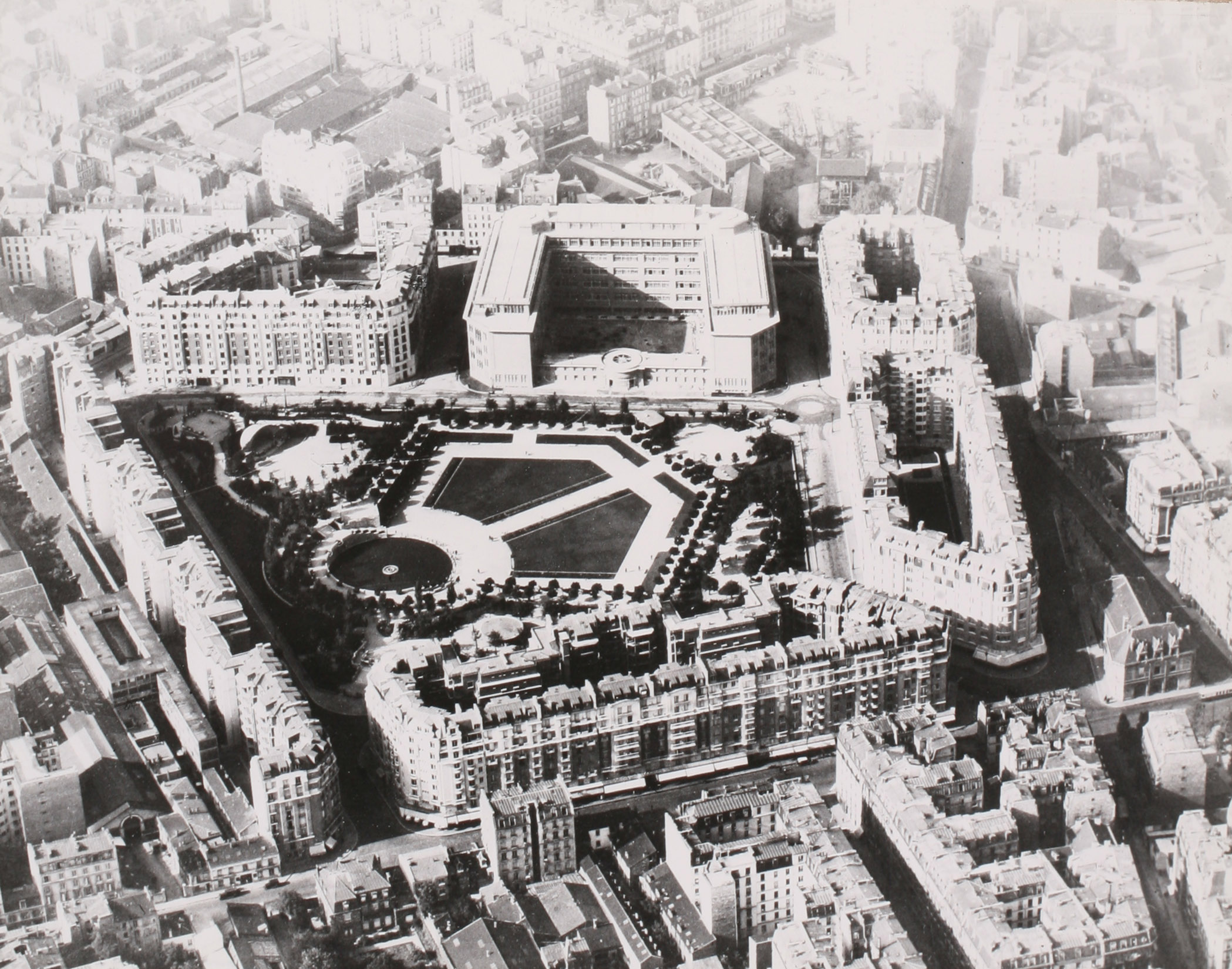
Square vers 1900.
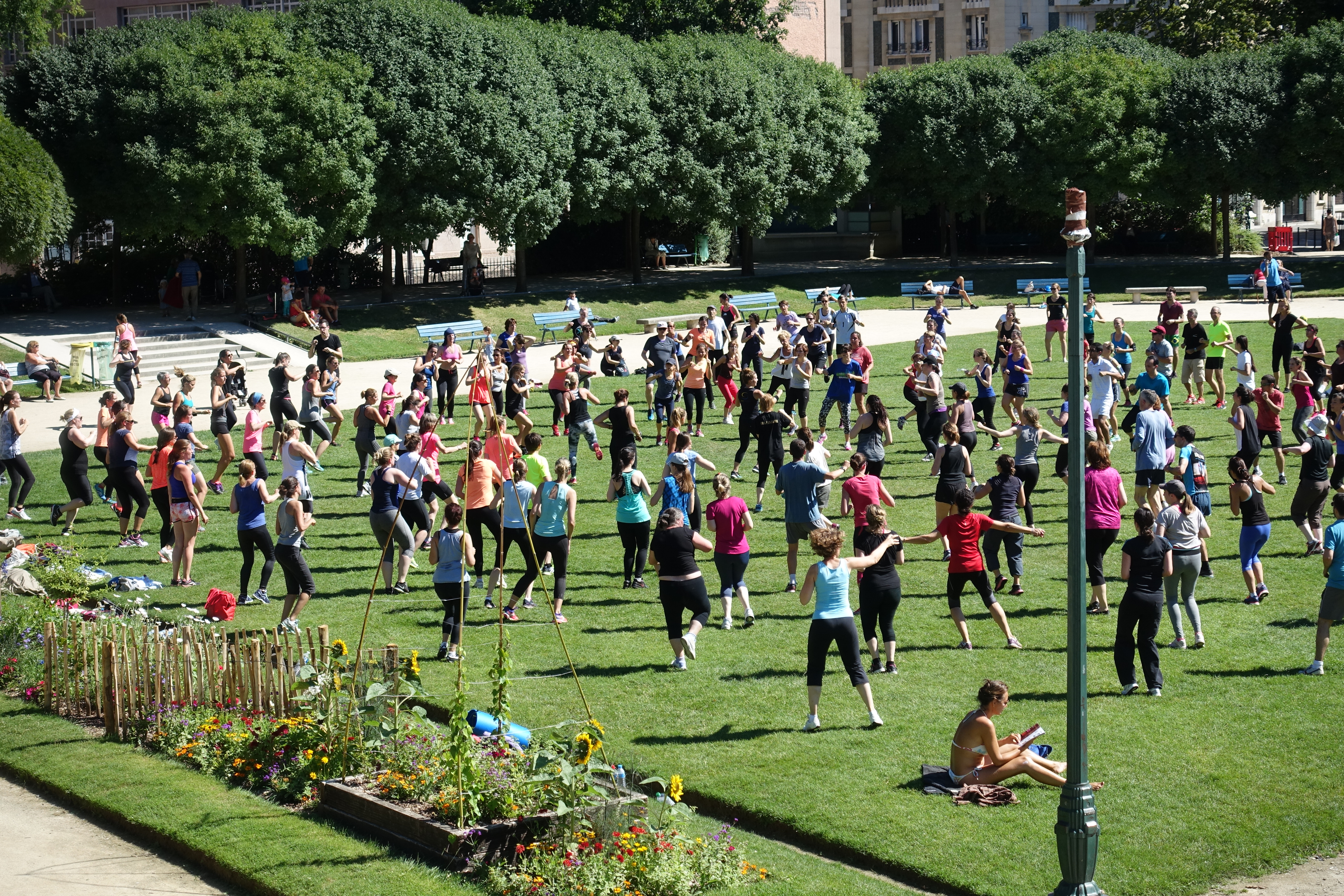
Exercice.
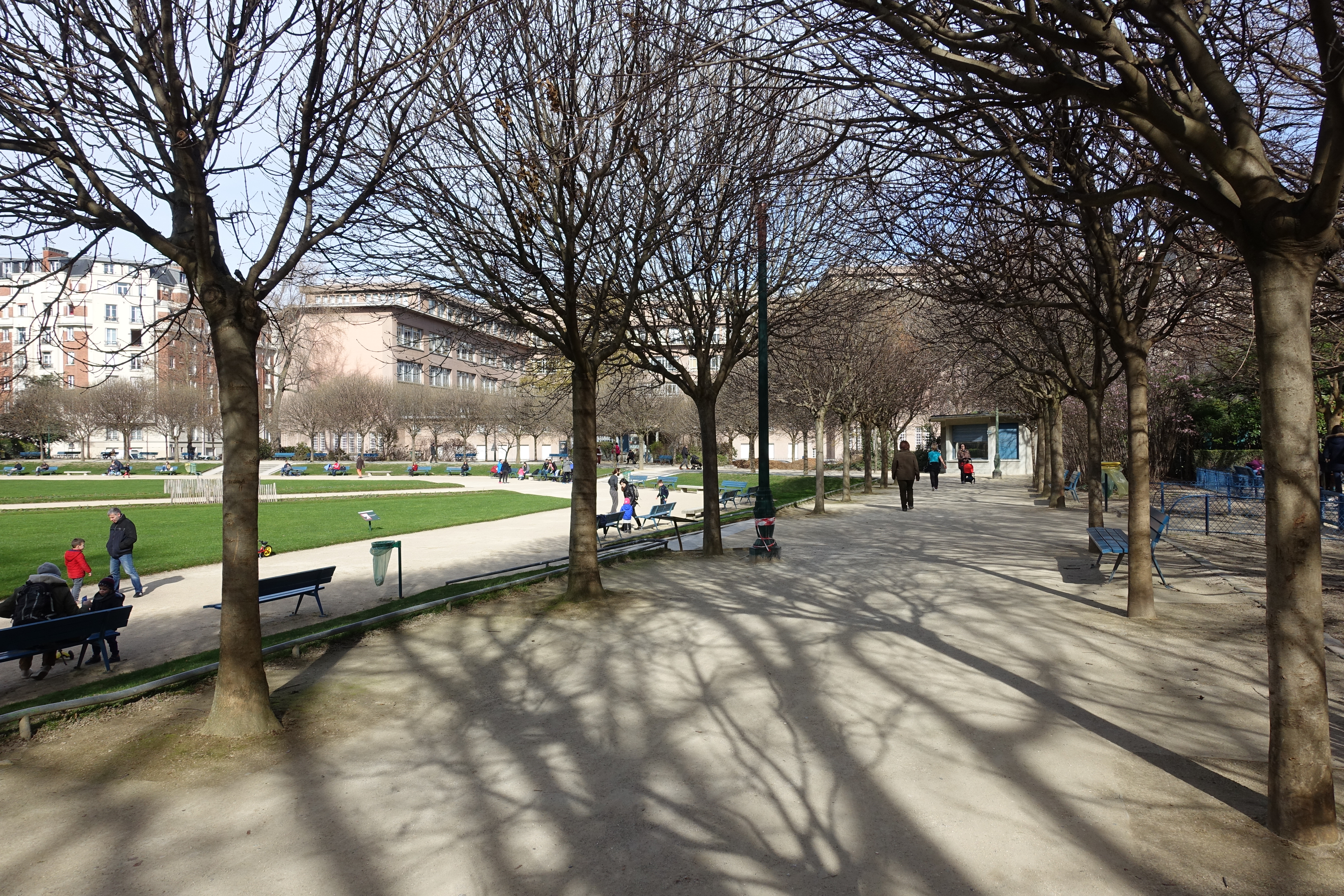
Allée.
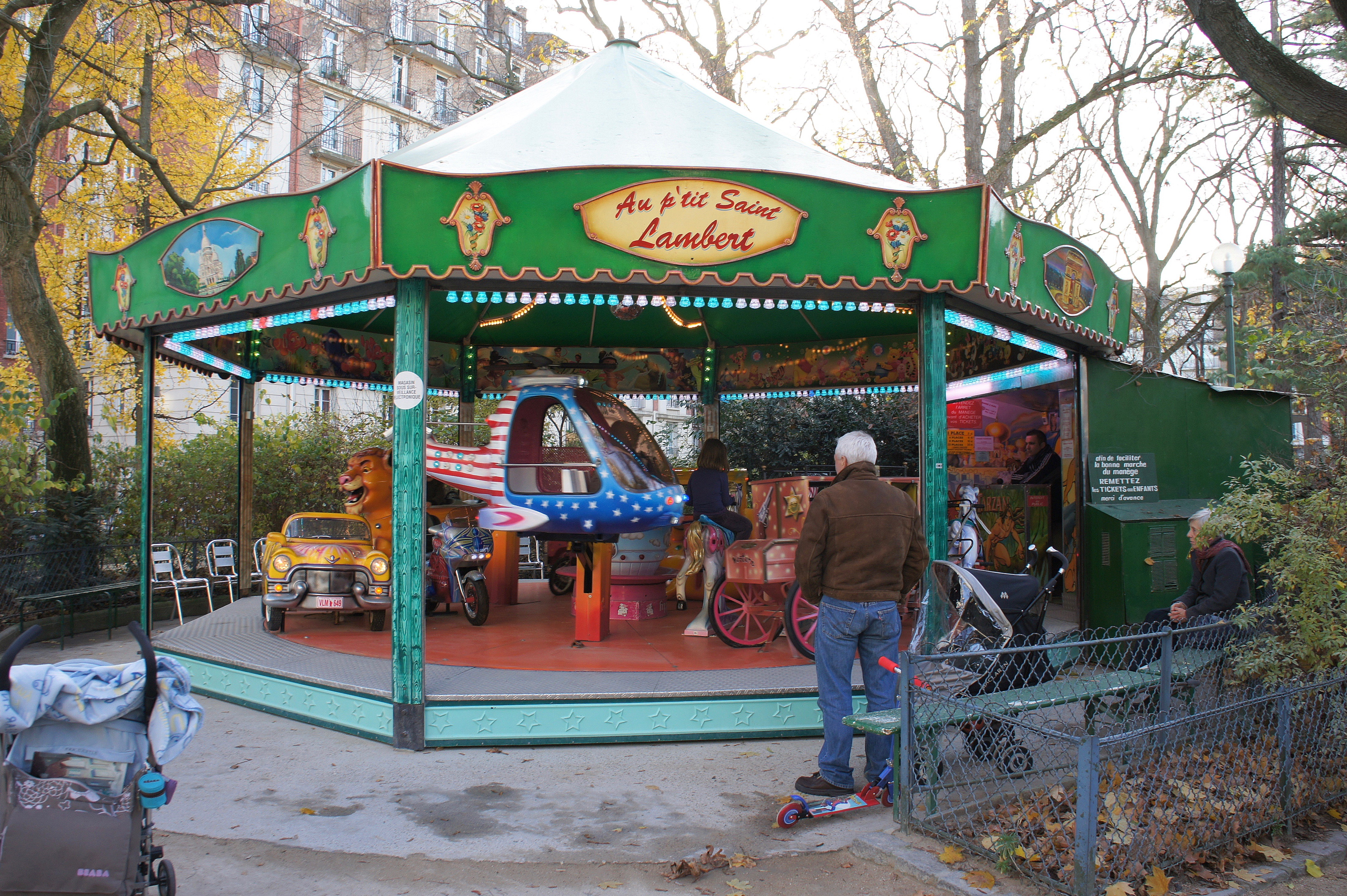
Manège.

## Œuvres d’art
- Un bronze représentant deux oursons (Victor Peter, 1928), visible de la rue du Docteur-Jacquemaire-Clemenceau[1].
- Chien-loup, sculpture en pierre de René Paris (1928)[1].
- La Jeunesse, bas-relief d'Auguste Guénot (1939), derrière le théâtre[3],[1].

## Personnalités
- L'écrivain Claude Aveline a habité au 12, rue Théophraste-Renaudot, donnant sur le square Saint-Lambert, des années 1950 à sa mort.

## Activités et culture
De grande taille, équipé de nombreuses attractions, situé dans une zone à l'écart de la circulation et proche de nombreuses habitations et du lycée Camille-Sée, le square est très fréquenté. Le théâtre de plein air propose périodiquement des concerts.
Le square se trouve avec le lycée Camille-Sée au centre d'une scène du film L.627 (1992).
C'est aussi dans ce square qu'a été tourné le dernier épisode de la dernière saison de la série Bref diffusée sur Canal+.

## Galerie

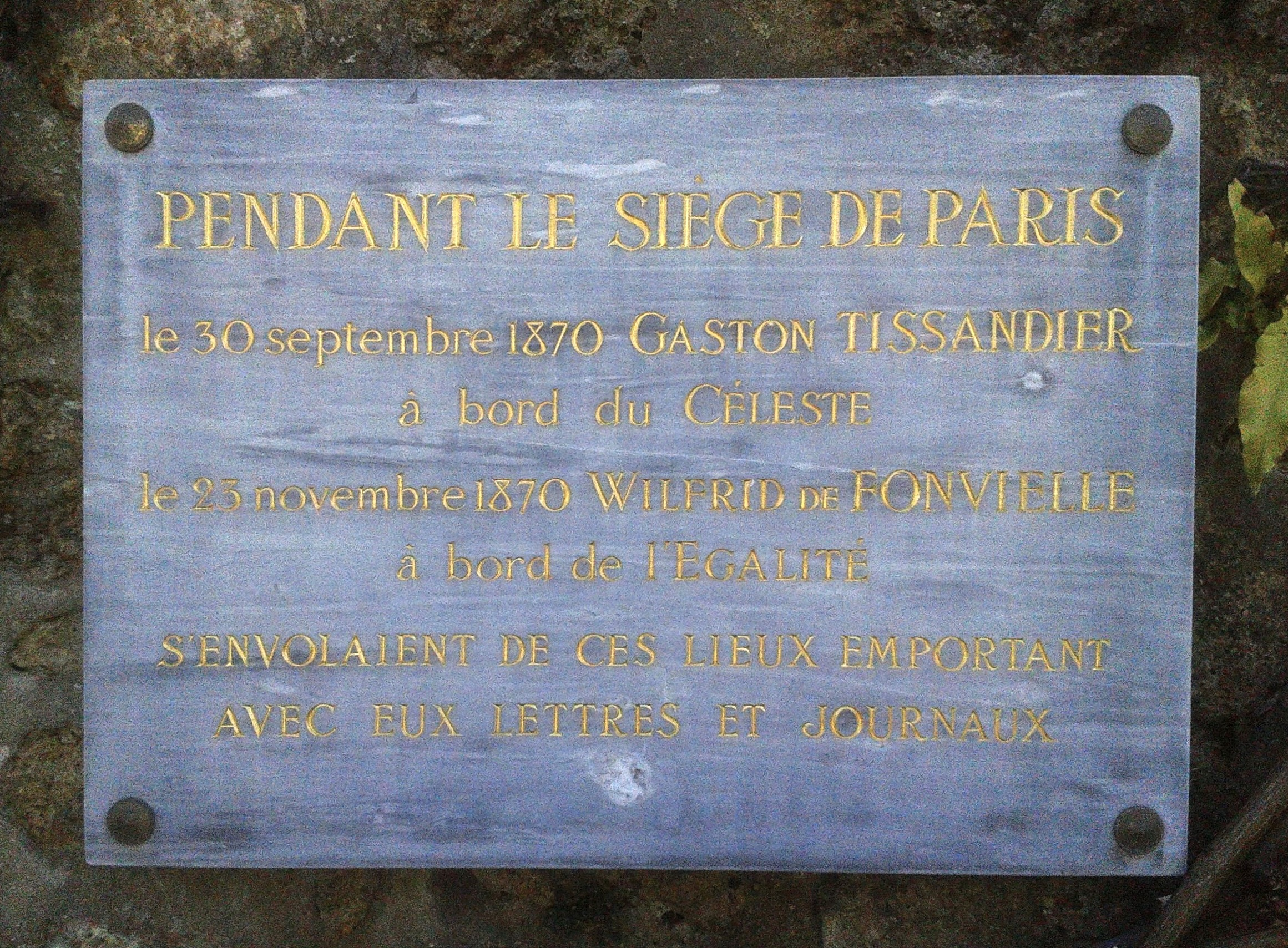
Plaque commémorative des ascensions en ballon de Gaston Tissandier et de Wilfried de Fonvielle en 1870, pendant le siège de Paris.
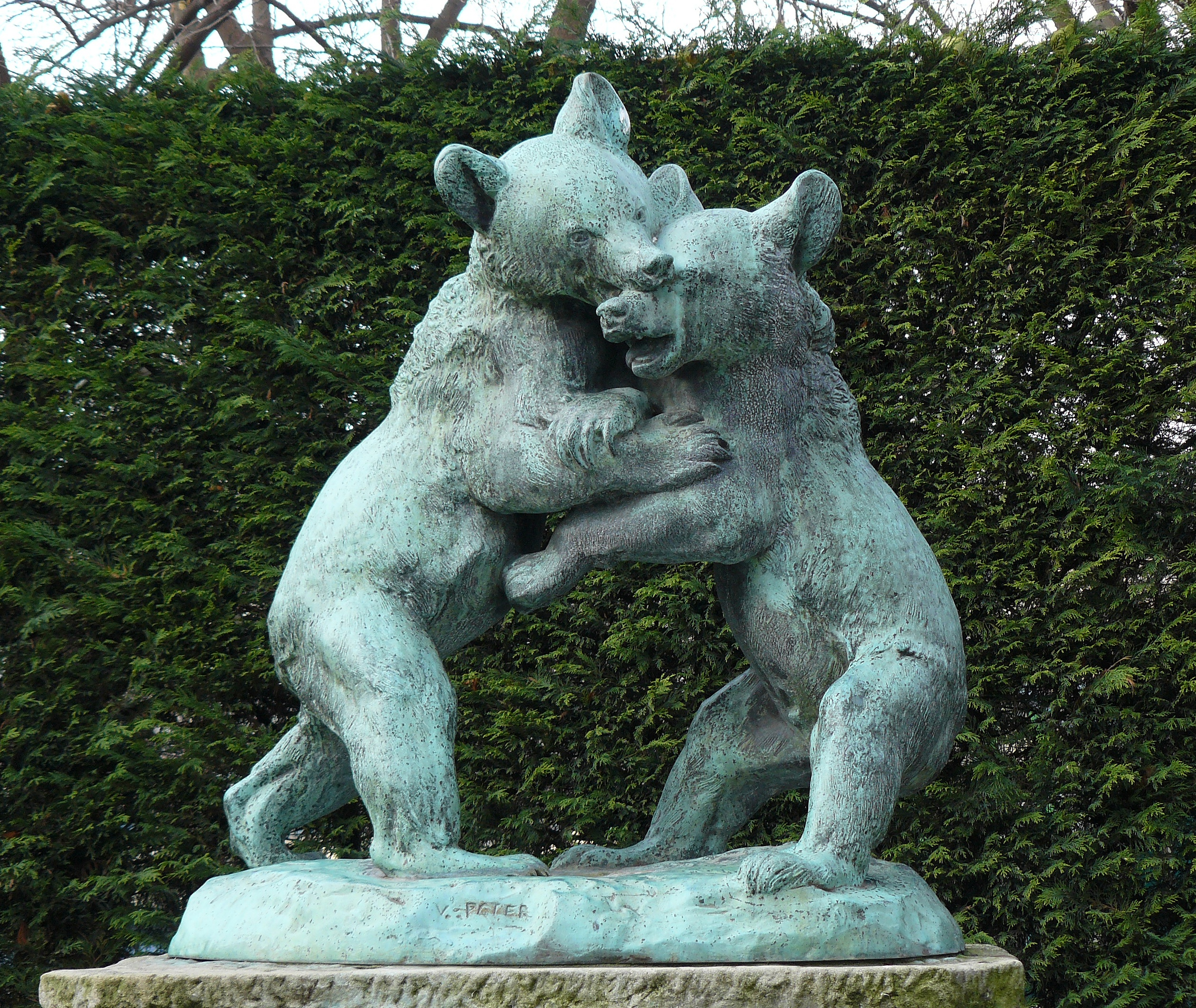
Les Oursons de Victor Peter.